# N'Djamena
N'Djamena (en àrab نجامينا Niǧāmīnā) és la capital i la ciutat més gran del Txad. El 2012 tenia 1.092.066 habitants. És un port fluvial al riu Chari, a la confluència amb el Logone, davant per davant de la ciutat camerunesa de Kousséri, a l'altra banda del riu, amb la qual està unida per un pont. Forma una regió amb estatut especial, dividida en 10 districtes (arondissements).
La ciutat és el centre de l'activitat econòmica al Txad. El processament de carn, peix i cotó són les principals indústries, i és un mercat regional de bestiar, sal, dàtils i cereals. És un mercat regional de bestiar, sal, dàtils i cereals. La indústria càrnia és la principal de la ciutat. Té aeroport internacional però no hi arriba el ferrocarril.
És una ciutat portuària situada a la confluència del riu Logone amb el riu Chari, formant una aglomeració transfronterera amb la ciutat de Kousséri (al Camerun), capital del departament de Logone-et-Chari, que es troba a la riba oest de tots dos rius. L'any 2014 tenia 1.093.492 habitants.

## Història
N'Djamena fou fundada pel comandant francès Émile Gentil el 29 de maig del 1900 amb el nom de Fort-Lamy, en record d'Amédée-François Lamy, un oficial de l'exèrcit que havia mort a la batalla de Kousséri uns dies abans.
Durant la Segona Guerra Mundial, els francesos van confiar en l'aeroport de la ciutat per moure tropes i subministraments. El 21 de gener de 1942, un solitari alemany He 111 del Sonderkommando Blaich va bombardejar amb èxit l'aeròdrom de Fort-Lamy, destruint els subministraments de petroli i deu avions. Fort-Lamy va rebre la seva primera sucursal bancària el 1950, quan el Bank of West Africa (BAO) hi va obrir una sucursal.
Fou rebatejada N'Djamena (topònim provinent del nom àrab d'un poble veí, Niǧāmīnā, que significa «lloc de descans») pel president François Tombalbaye el 6 d'abril del 1973, com a part del seu programa d'africanització.
La ciutat fou parcialment destruïda durant la guerra civil, el 1979 i altre cop el 1980. Arran de la guerra en van fugir una bona part dels habitants, però la demografia s'ha recuperat i ha crescut molt des d'aleshores. La ciutat només tenia 9.976 habitants el 1937, però una dècada després, el 1947. la població s'havia més que doblat (18.435 hab.). Després de la independència, el 1968 la població ja arribava als 126.483 habitants. El 1993 va sobrepassar el mig milió (529.555 hab.).
El 13 d'abril del 2006 hi va tenir lloc l'anomenada batalla de N'Djamena entre les forces governamentals del president Idriss Déby i el rebel Front Unit pel Canvi Democràtic, que fou derrotat, amb el resultat de 400 morts i gairebé un nombre igual de ferits.

## Geografia
N'Djamena es troba localitzada a 12°06′36″N 15°03′00″E, a la confluència dels rius Chari i Logone.
Tot i que és principalment un centre administratiu, la ciutat inclou el centre comercial de la Franja de Nassara i zones residencials, com ara Mbololo, Chagoua, Paris Congo i Moursal. La principal avinguda comercial de la ciutat és l'avinguda Charles de Gaulle.

### Medi ambient
N'Djamena és la ciutat més contaminada d'Àfrica.

### Clima
N'Djamena té un clima càlid semiàrid (Köppen BSh) amb una estació humida curta i una estació seca llarga. Malgrat el fet que la ciutat rep en mitjana aproximadament 51 mm de pluja anualment, a causa de la molt alta evapotranspiració de la zona, N'Djamena encara cau en la categoria de clima semiàrid. L'estació humida dura de juny a setembre, amb la pluja més pesada que té lloc a l'agost. L'estació seca cobreix essencialment els vuit mesos restants. Basat en les temperatures anuals, N'Djamena és una de les principals ciutats més calentes del planeta. En només un mes de l'any (agost) les altes temperatures mensuals mitjanes no creuen la marca de 32 °C. Les temperatures més altes de la ciutat es veuen generalment entre març i maig, just abans de l'inici de les pluges més fortes.

## Demografia
| 1937  | 1947   | 1960   | 1970    | 1993    | 2009    | 2012      |
| 9.976 | 18.375 | 60.000 | 130.000 | 530.965 | 951.418 | 1.092.066 |

## Economia

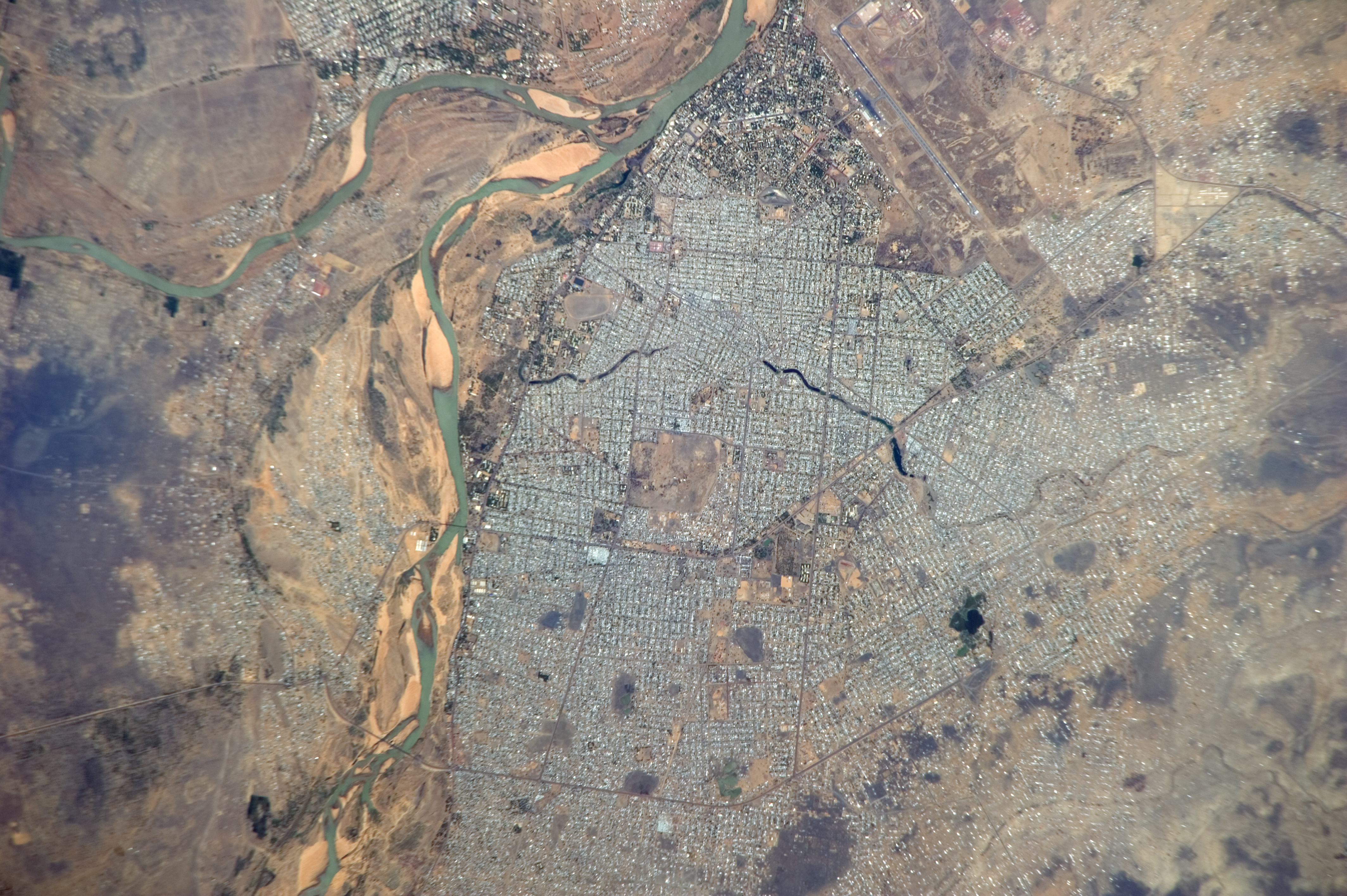
Vista de l'astronauta de N'Djamena

La font econòmica principal de N'Djamena és el treball agrícola. Al voltant del 80% de la població de N'Djamena treballa en indústries basades en l'agricultura i el bestiar. Per tant, l'economia de N'Djamena depèn gairebé totalment del bon temps, la qual cosa fa que l'economia no vagi massa bé en anys amb poca pluja. N'Djamena rep ajuda financera del Banc Mundial, així com del Banc Africà del Desenvolupament. Hi ha una gran demanda de treballadors qualificats a N'Djamena per treballar en els sectors del petroli i el gas, així com de treballadors per a organitzacions no governamentals estrangeres, serveis mèdics i ensenyament d'anglès. Els residents de N'Djamena estan obligats a pagar impostos fins a un import màxim del 60% de tots els ingressos nets.

## Cultura

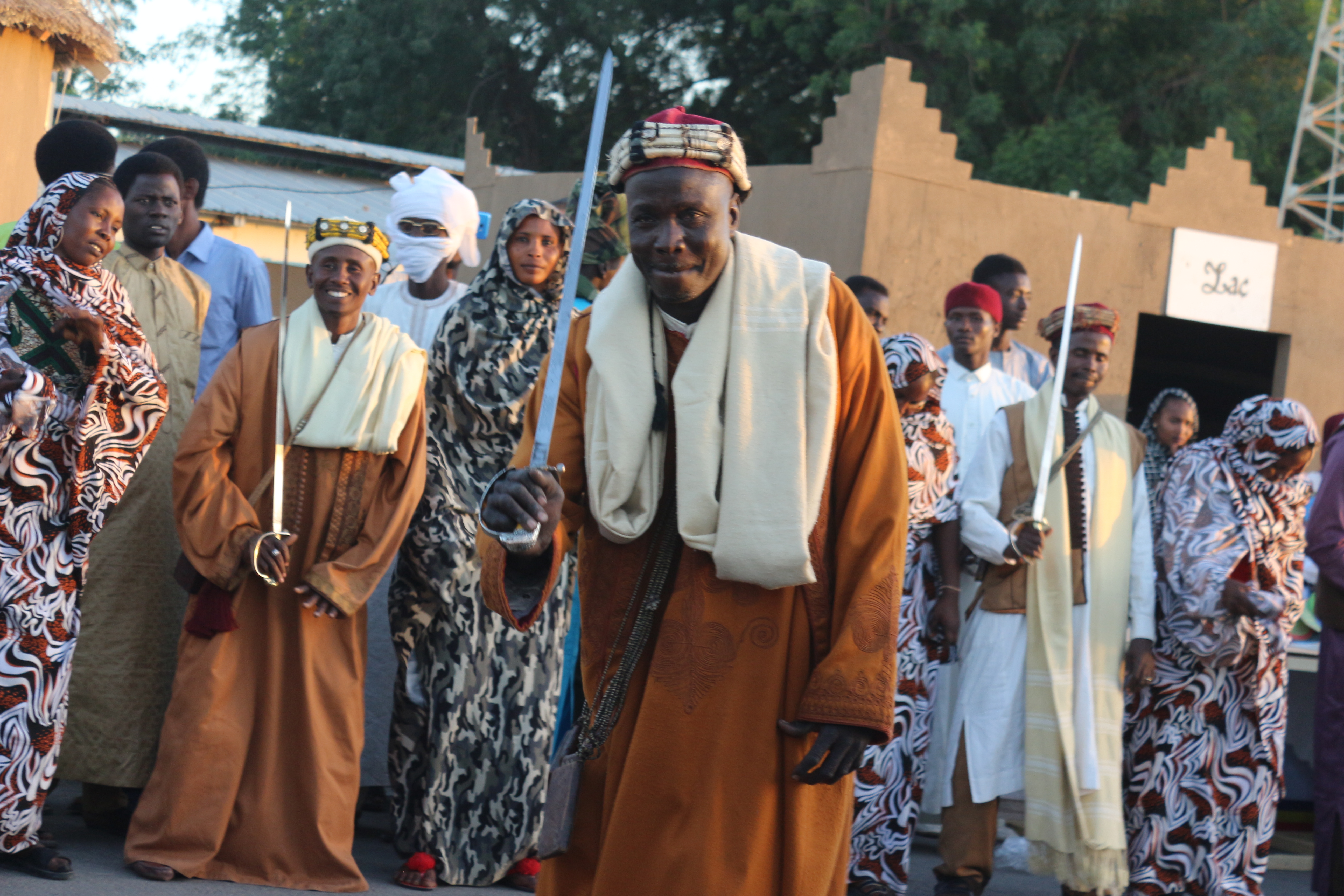
El festival Dary a N'Djamena

Les atraccions de la ciutat són el Museu Nacional del Txad, el Centre Cultural Al-Mouna, la catedral de Nostra Senyora de la Pau i diverses mesquites. Dins del Museu Nacional del Txad, es pot veure el crani parcial d'un Sahelantrop, anomenat pels locals com "Toumaï". Aquest crani va ser descobert a la part nord del Txad i es considera que és d'un dels primers avantpassats humans. Les vistes d'la posta de sol a través del riu Chari també poden ser espectaculars. N'Djamena va ser nomenada Capital de la Cultura Islàmica el 2009.

## Educació

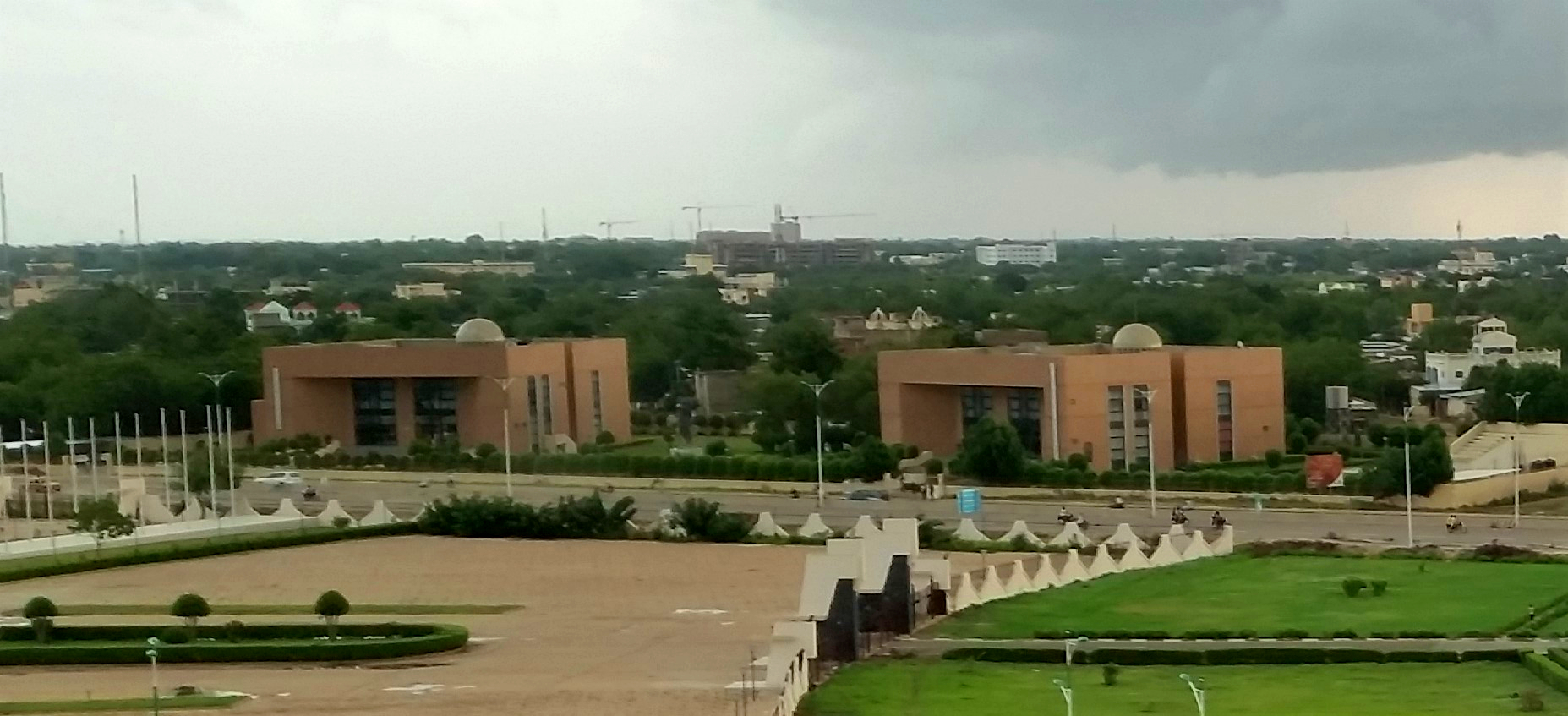
El Museu Nacional del Txad i la Biblioteca Nacional del Txad a N'Djamena

A N'Djamena, l'educació es pot considerar un luxe tot i que és obligatòria i gratuïta i ho és des de la independència del Txad el 1960. No més del quaranta per cent dels nens de primària al Txad tenen l'oportunitat d'anar a classes i, amb la mala estabilitat de l'estat, és encara més difícil per als nens obtenir una educació. Després de progressar a l'escola primària, uns quants estudiants van a la universitat. N'Djamena té dues universitats: la Universitat de N'Djamena amb el francès com a llengua d'ensenyament, construïda l'any 1971; i la Universitat Rei Faisal - Txad amb l'àrab com a llengua d'instrucció, construïda el 1991. Les escoles secundàries inclouen l'establert Lycée Félix Éboué i el Lycée technique commercial, el Lycée Montaigne de N'Djamena (escola internacional francesa). L'escola secundària al Txad és obligatòria, però només el 68% dels estudiants més grans de 12 anys van a l'escola. D'aquest 68%, el 70% d'aquests estudiants van a l'escola a N'Djamena. Molts dels estudiants de les escoles internacionals són fills d'executius, diplomàtics i empleats d'organitzacions no governamentals.

## Llocs de culte

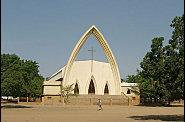
Catedral de la Mare de Déu de la Pau, N'Djamena.

Entre els llocs de culte, hi ha mesquites musulmanes. També hi ha esglésies i temples cristians: arxidiòcesi catòlica romana de N'Djamena (Església catòlica), Església evangèlica del Txad, assemblees cristianes al Txad (Germans de Plymouth).

## Govern

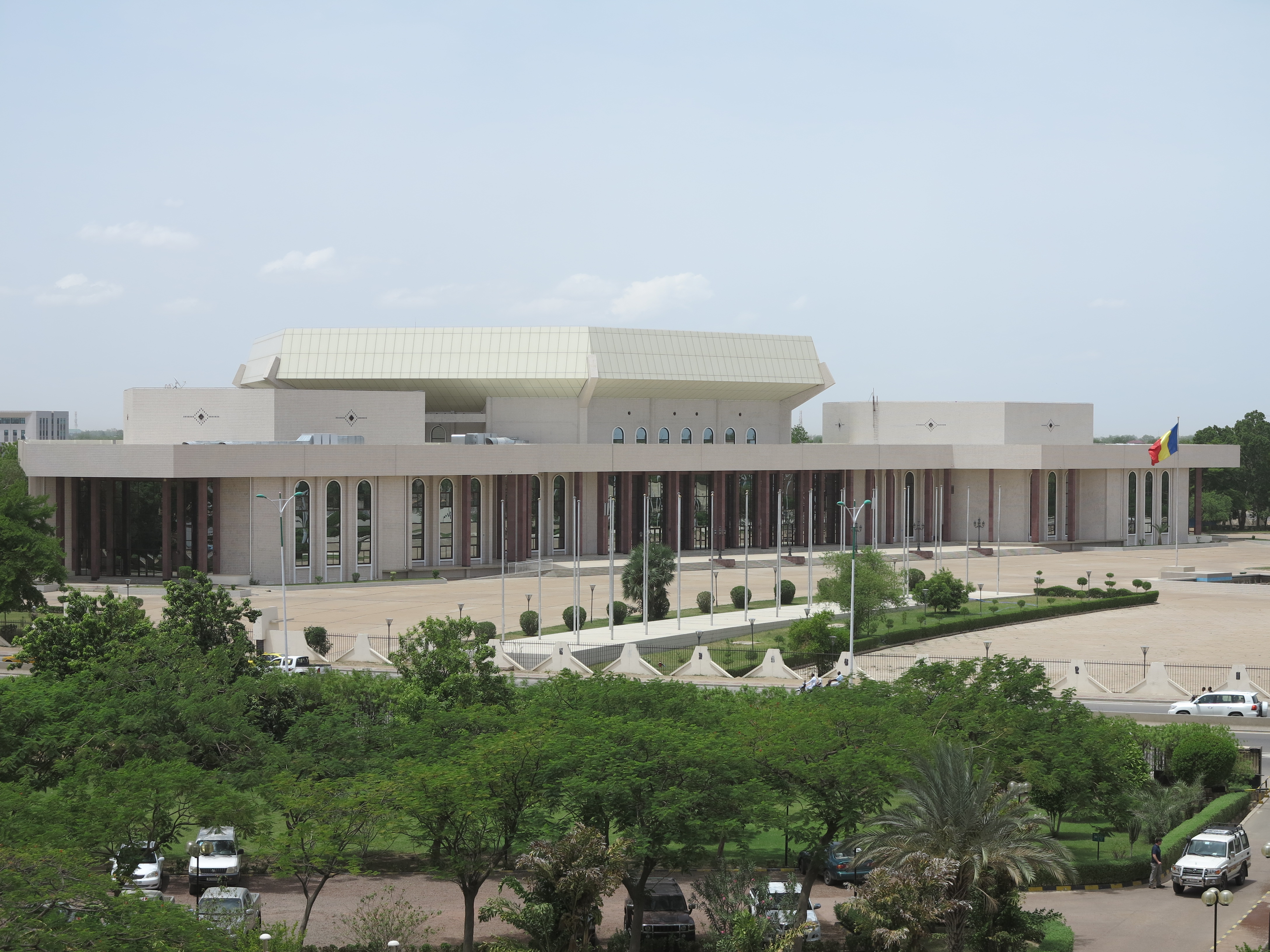
Assemblea Nacional del Txad

N'Djamena és la seu de l'Assemblea Nacional del Txad, juntament amb moltes organitzacions i partits polítics, i tots els ministeris nacionals. El Tribunal Suprem i el Tribunal d'Apel·lació també es troben a N'Djamena, juntament amb totes les ambaixades principals del Txad, incloses les ambaixades de França i els EUA. De vegades es considera dins de la regió de Chari-Baguirmi, encara que separat.

## Transport

### Carretera

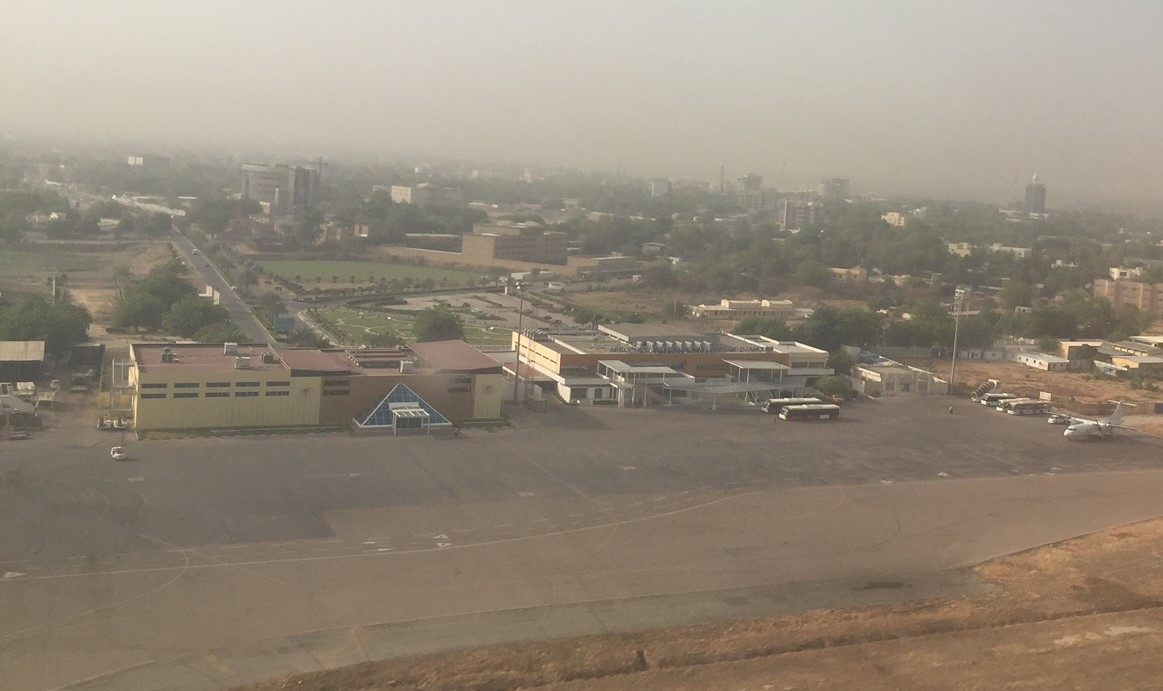
Aeroport internacional de N'Djamena

La ciutat és el terme oriental de la carretera trans-saheliana, i està enllaçada amb l'Àfrica oriental per la carretera (en gran part sense asfaltar) N'Djamena-Djibouti. L'autopista Trípoli-Ciutat del Cap també passa per N'Djamena, la qual cosa la converteix en una ubicació clau d'Àfrica central a la xarxa d'autopistes trans-africanes. N'Djamena està enllaçada per un pont amb Kousséri al Camerun.

### Aeroport
L'aeroport internacional de N'Djamena Hassan Djamous (codi IATA NDJ) es troba als afores de la ciutat.

### Fluvial
Històricament, el principal enllaç de N'Djamena amb l'exterior era en vaixell fluvial remuntant els rius Chari i Logone, però aquests ara tenen poc comerç.

### Ferrocarril
La ciutat no té enllaços ferroviaris. Tanmateix, s'han proposat la creació de ferrocarrils.

## Ciutats agermanades
- Marsella, França (acord de cooperació, 1989)
- Tolosa de Llenguadoc, França; des de 1980[28]
- Stúpino, Russia; des del 2000[29]